# Cosmarium miedrzyrzecense
Cosmarium miedrzyrzecense là một loài Song tinh tảo trong họ Desmidiaceae, thuộc chi Cosmarium.